# Мурадов, Нуритдин Мурадович
Нуритдин Мурадович Мурадов (узб. Nuriddin Murodovich Murodov; 1915, Коканд, Кокандский уезд, Ферганская область, Туркестанский край, Российская империя — 16 августа 1974, Ташкент, Узбекская ССР, СССР) — советский узбекский хозяйственный, государственный и партийный деятель. Герой Социалистического Труда (1957).

## Биография
Родился в 1915 году в городе Коканд Туркестанское генерал-губернаторство Российской империи.
Начал трудовую деятельность с 1933 году после окончания Среднеазиатского планово-экономического института.
С 1937 — на хозяйственной, общественной и политической работе. Председатель районной плановой комиссии, экономист Государственной плановой комиссии при Совете Народных Комиссаров Узбекской ССР, начальник отдела Народного Комиссариата торговли Узбекской ССР, председатель областной плановой комиссии, заместитель председателя облисполкома.
Член ВКП(б) с 1946 года.
С 1951 года первый секретарь Наманганского райкома КП(б) Узбекской ССР, председатель Наманганского, а затем Хорезмского областных Советов депутатов грудящихся Узбекской ССР.
Указом Президиума Верховного Совета СССР от 11 января 1957 года присвоено звание Героя Социалистического Труда с вручением ордена Ленина и золотой медали «Серп и Молот».
В 1965 году избран первым секретарем Сурхандарьинского обкома Компартии Узбекистана, где и работал до последних дней своей жизни.
Депутат XXIII и XXIV съездов КПСС.
Избирался депутатом Верховного Совета СССР 7-го, 8-го, 9-го созывов.
Умер 16 августа 1974 году в Ташкенте после тяжелой болезни.